# Stazione di Balerna
La stazione di Balerna è la stazione ferroviaria dell'omonimo comune, posta sulla ferrovia del Gottardo.
L'impianto è ubicato in via Stazione.

## Movimento
È servita dai treni delle linee transfrontaliere S10 (Bellinzona-Albate Camerlata) e S40 (Como-Mendrisio-Varese) della Rete celere del Canton Ticino, eserciti da TiLo.